# Гнильне шумування
Гнильне шумування, або бродіння — перетворення рослинних залишків, при якому процес здійснюється в спокійній воді при повній ізоляції від кисню повітря. Для цього процесу характерна перевага відновних реакцій, причому тверді продукти, що утворюються (гнильний мул, або сапропель) збагачуються не стільки вуглецем, як у раніше описаних процесах, скільки воднем. Гниттю піддаються в основному нижчі рослини — (водорості) і тваринні рештки.
Тління, гниття, торфоутворення, гнильне шумування являють собою перші стадії вуглеутворення. У природних умовах вони тільки в рідкісних випадках протікають окремо: одні з цих процесів обов'язково супроводжують інші, завдяки чому вони переплітаються й накладаються.